# Imbiss (Speise)

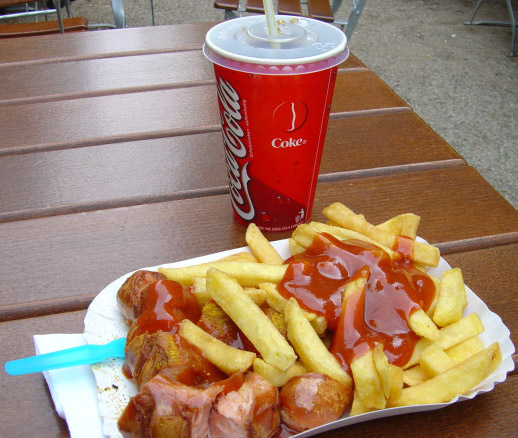
Currywurst mit Pommes, typischer Imbiss in Deutschland

Ein Imbiss ist eine Zwischenmahlzeit. Der englische Begriff Snack, der seit etwa 1970 auch im Deutschen geläufig ist, wird heute nahezu synonym zu „Imbiss“ gebraucht, im Besonderen aber für Süßigkeiten oder Salzgebäck.

## Wortherkunft
Das Wort ist ein seit dem 9. Jahrhundert im Althochdeutschen als inbiʒ oder imbiʒ „Speise, Essen, Mahlzeit“ belegtes Verbalabstraktum zu einem Verb inbīʒan „essen, eine Mahlzeit einnehmen“. Für das Mittelniederdeutsche ist immet bezeugt. Im Alemannischen existiert die (heute selten gewordene) Variante Zimmis, Zimbis „Mittagessen“, eine Univerbierung aus ze imbiʒ „zu Imbiss“. Im Rheinfränkischen wird die komprimierte Variante Im(b)s „Mahlzeit, Festessen“ bis heute verwendet, beispielsweise im Wort Leichenims. Auch das niederländische Wort für Frühstück, ontbijt, folgt demselben Bildungsschema.

## Verkaufsstand
Im deutschen Sprachgebrauch wird als „Imbiss“ häufig auch ein Verkaufsstand, ein kleiner Laden, z. B. eine Imbissbude, oder ein Imbisswagen bezeichnet, an dem schnell zubereitete Speisen verkauft werden, die stehend oder gehend als Street Food verzehrt werden können.
Bereits im späten Mittelalter wurden solche einfachen fertigen Speisen auf Märkten angeboten. Aus diesen Marktständen entwickelten sich die heutigen Imbissstände.
Eine andere, meist größere Form der Imbissbude ist das Schnellrestaurant, in dem insbesondere Fast Food angeboten wird.

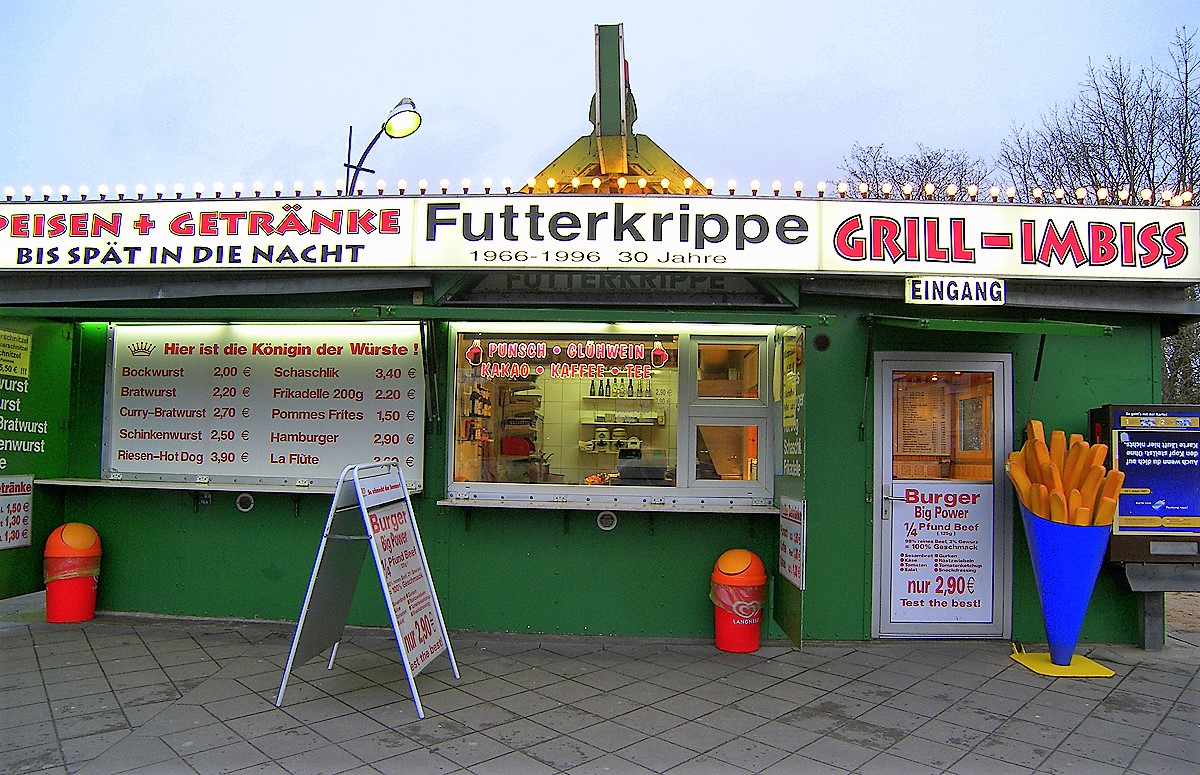
Traditionelle Imbissbude in Lübeck
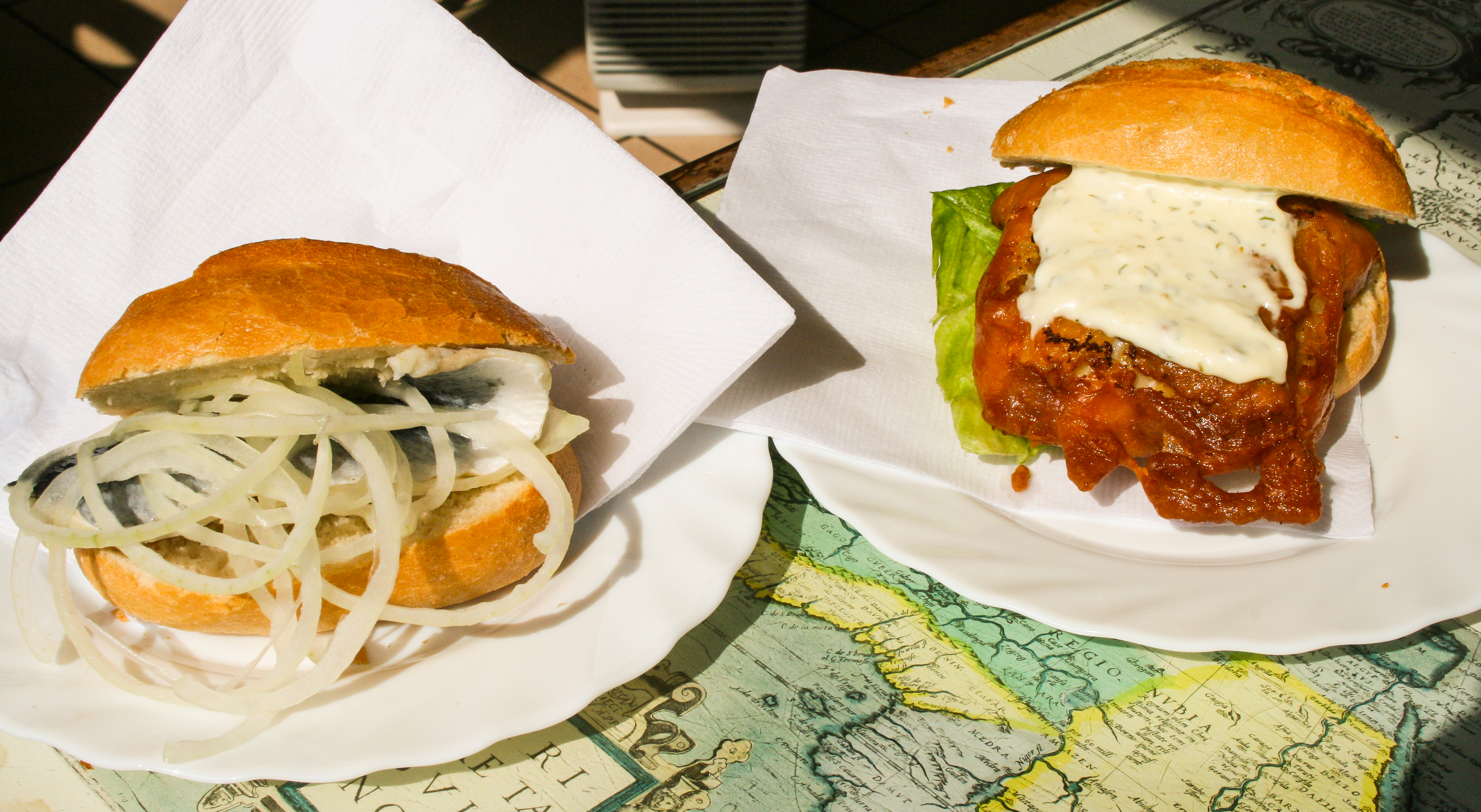
Fischbrötchen mit Backfisch, Remoulade sowie Bismarckhering
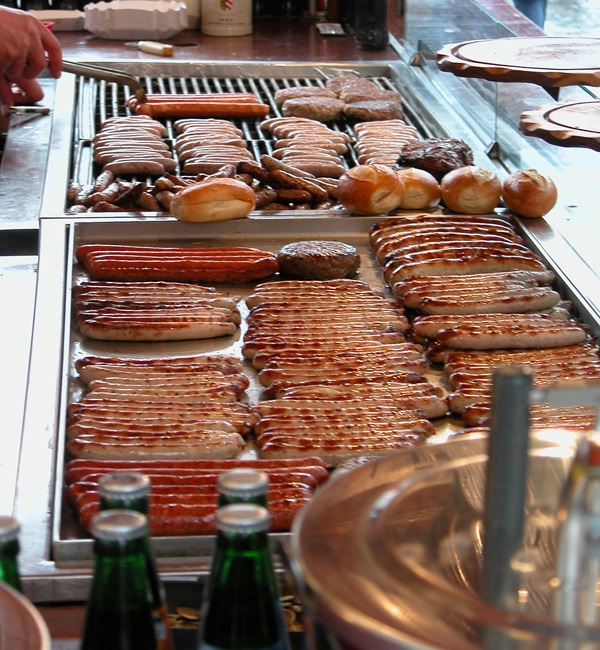
Bratwurst, typisches Imbissangebot in Deutschland
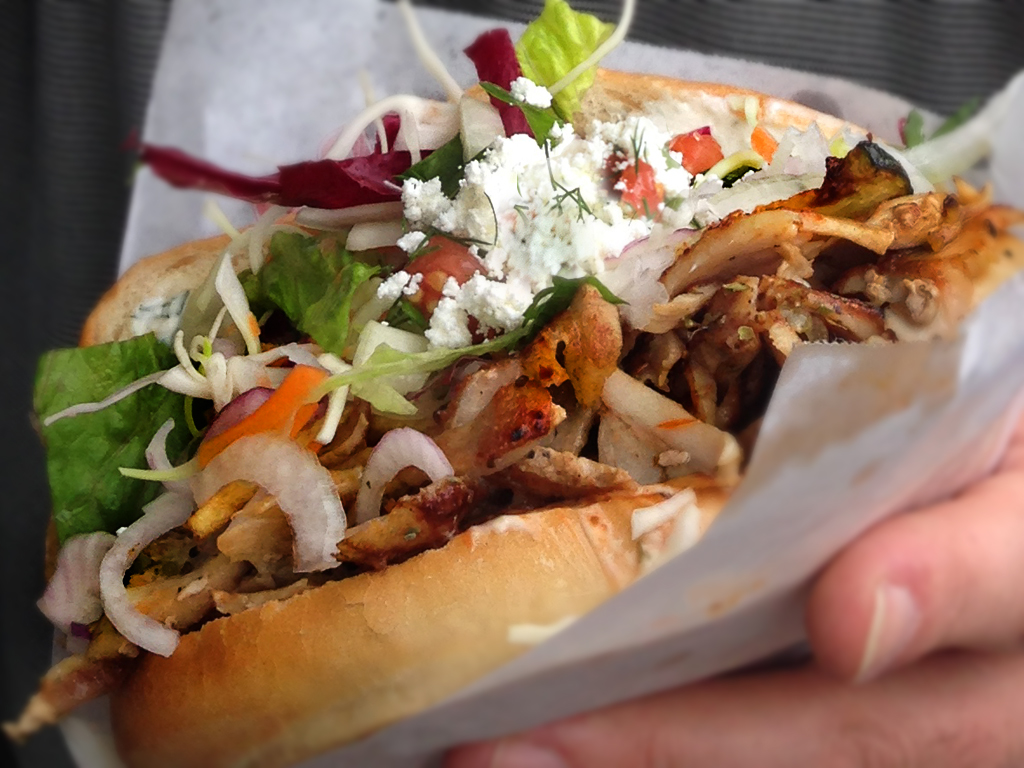
Döner in für Deutschland klassischer Form
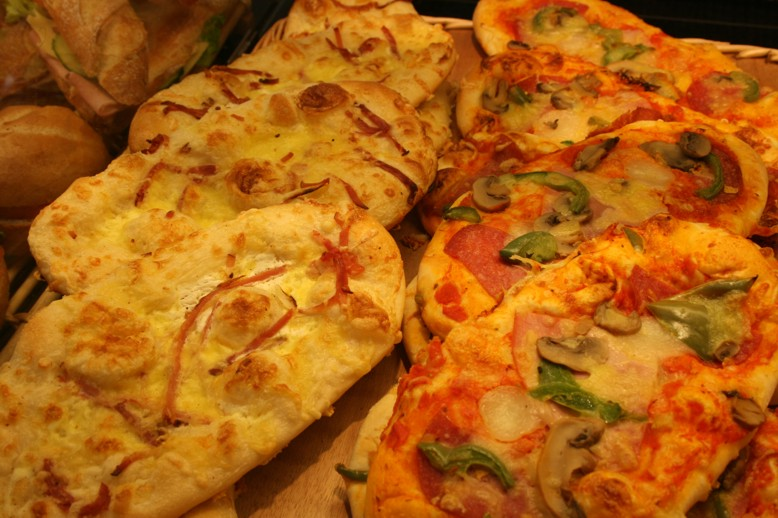
Imbissprodukte aus der Bäckergastronomie
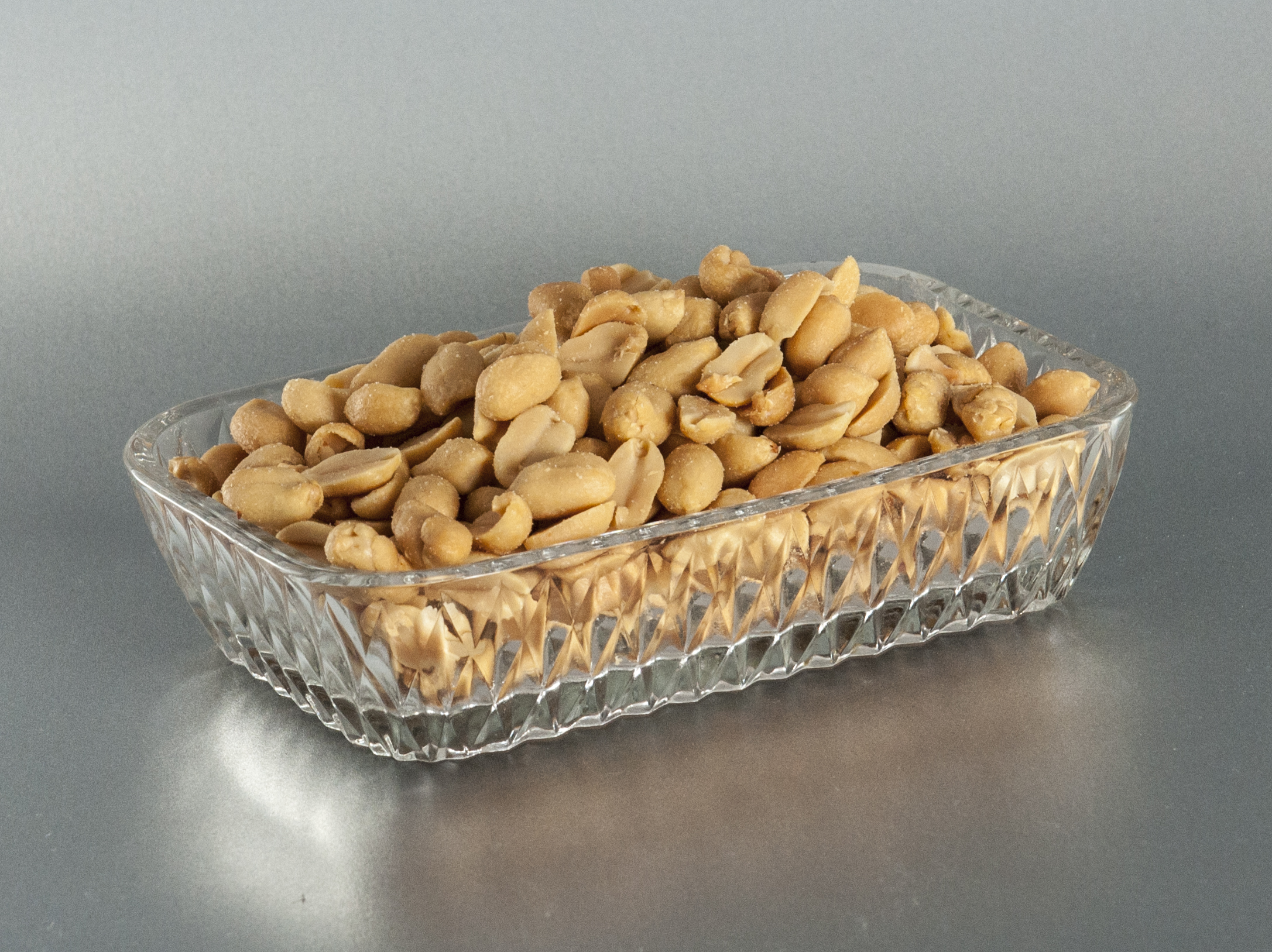
Geröstete Erdnusskerne als Snack
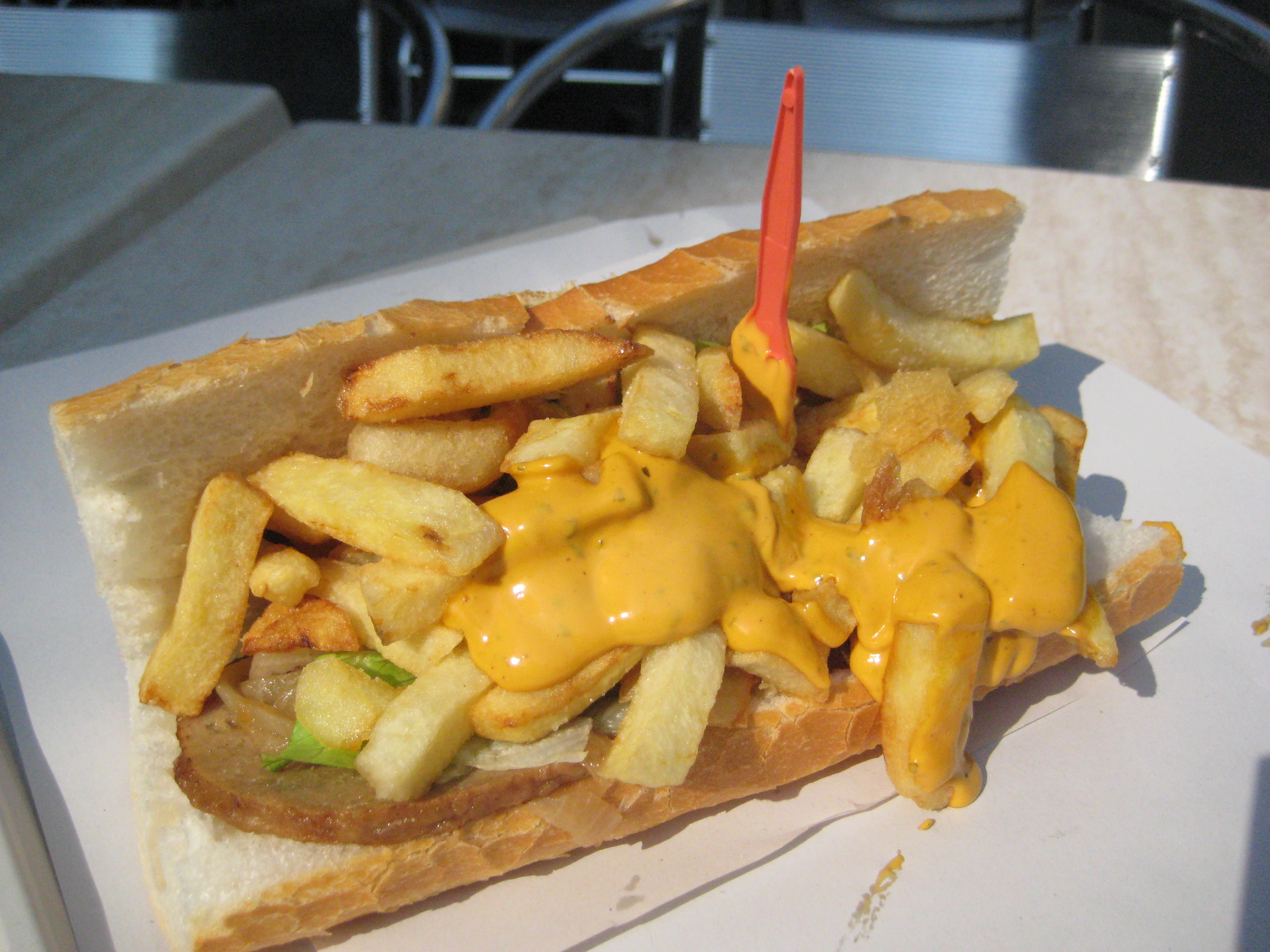
Mitraillette, Snack aus Brüssel mit Fleisch, Pommes frites und Soße auf Baguette

## Verkaufsstellen
- Imbisshalle, Imbissstand, Imbissstube